# Корчек
Корчек — река в России, протекает в Томской области. Устье реки находится в 224 км по правому берегу реки Киевский Ёган. Длина реки составляет 12 км.
Река образована слиянием Малого и Большого Корчека. Слева принимает безымянный приток около 6 км длиной.

## Данные водного реестра
По данным государственного водного реестра России относится к Верхнеобскому бассейновому округу, водохозяйственный участок реки — Обь от впадения реки Васюган до впадения реки Вах, речной подбассейн реки — Васюган. Речной бассейн реки — (Верхняя) Обь до впадения Иртыша.

### Притоки (км от устья)
- 12 км: река Большой Корчек (лв)
- 12 км: река Малый Корчек (пр)

## Топографические карты
- Лист карты P-44-XXXIII,XXXIV. Масштаб: 1 : 200 000. Состояние местности на 1966 год. Издание 1986 г.